# Airat Išmuratov
Airat Rafailovič Išmuratov (rus. Айрат Рафаилович Ишмуратов, tatarska ćirilica: Айрат Рафаил улы Ишмурат, Kazanj, 28. lipnja 1973.) je rusko-kanadski skladatelj, dirigent i klezmer klarinetist rođen u Volgi Tataru. Bio je dirigent i skladatelj u rezidenciji Longueuil Symphony Orchestra (2018. – 2021.), klarinetist Klezmer grupe Kleztory iz Montreala i pozvani profesor na Sveučilištu Laval u Quebecu u Kanadi. 

## Vanjske poveznice
- Službena stranica
- Kleztory klezmer grupa
- Canadian Music Center  Arhivirana inačica izvorne stranice od 4. ožujka 2016. (Wayback Machine)